# Мистецтво дронів

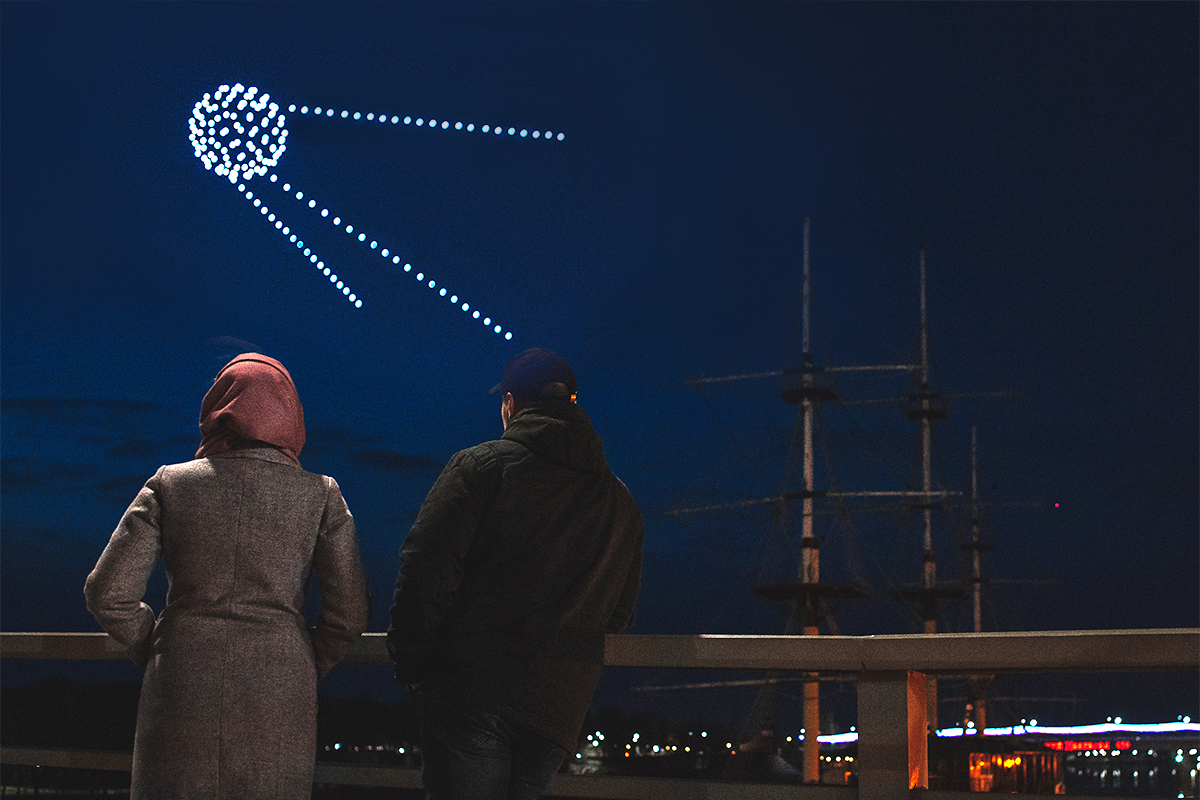
Запуск безпілотника в Росії на честь 60-річчя польоту Юрія Гагаріна в космос у 1961 році

Мистецтво дронів (також відоме як дрон-шоу чи світлове шоу дронів) — це використання кількох безпілотних літальних апаратів (дронів), зазвичай квадрокоптерів, які літають у скоординованій манері зі світловими пристроями. Зазвичай вони оснащені світлодіодами (LED), і їхнє шоу проводять у нічний час. Перше дрон-шоу було представлено у 2012 році в Лінці, Австрія, лабораторія Ars Electronica Futurelab вперше продемонструвала SPAXELS (скорочення від "космічні елементи"). Такі шоу зазвичай створюються для розваг, причому дрони можуть використовувати поведінку зграї чи рою. Дрони здатні створювати зображення. Використовуючи новітні технології, такі шоу також застосовуються в рекламних цілях.
Intel створила дрон під назвою <b>Shooting Star</b>, спеціально призначений для світлових шоу. Ці дрони використовувалися під час Зимових Олімпійських ігор 2018 року під час шоу на Супербоулі у 2017 році, а також на святкуванні Дня незалежності США у 2018 році.
Світлові шоу дронів відрізняються від феєрверків тим, що дрони можна використовувати повторно; вони не створюють забруднення повітря та шуму. Проте дрон-шоу неможливо провести під час дощу чи сильного вітру.
У 2020-х роках деякі міста США замінили феєрверки до Дня незалежності шоу з дронами або лазерними світловими шоу, щоб знизити ризик пожеж, забруднення повітря та уникнути стресу у собак і людей із посттравматичним стресовим розладом (ПТСР).
Проте виникли занепокоєння щодо безпеки у зв'язку з поломками під час публічних дрон-шоу. Наприклад, перед матчем на Чемпіонаті світу з футболу серед жінок 2023 року через збій 350 із 500 дронів, які брали участь у шоу, впали у воду.

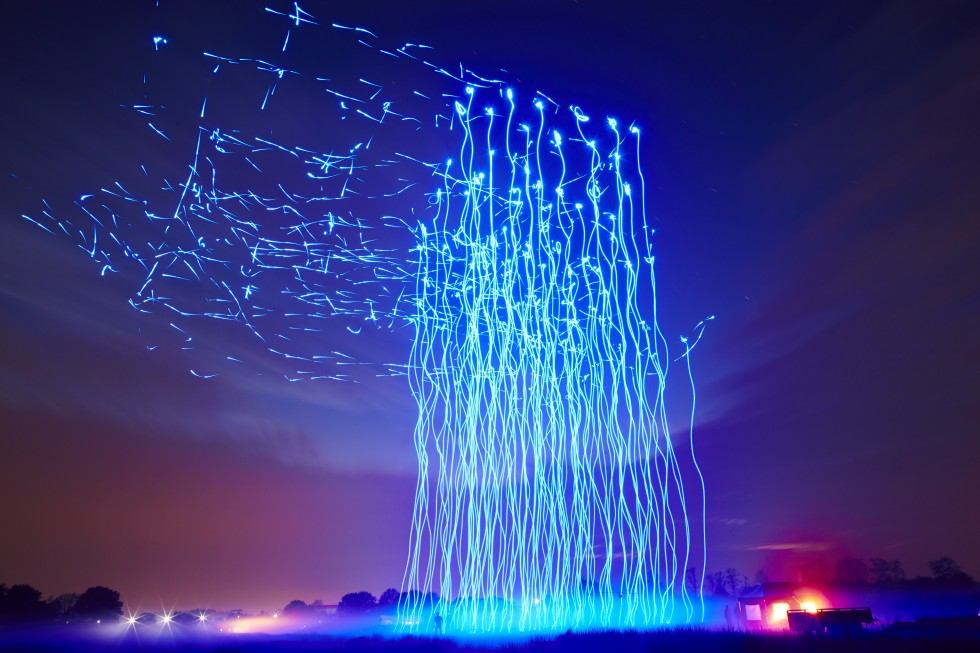
"Drone100" у виконанні Ars Electronica Futurelab для Intel у 2015 році

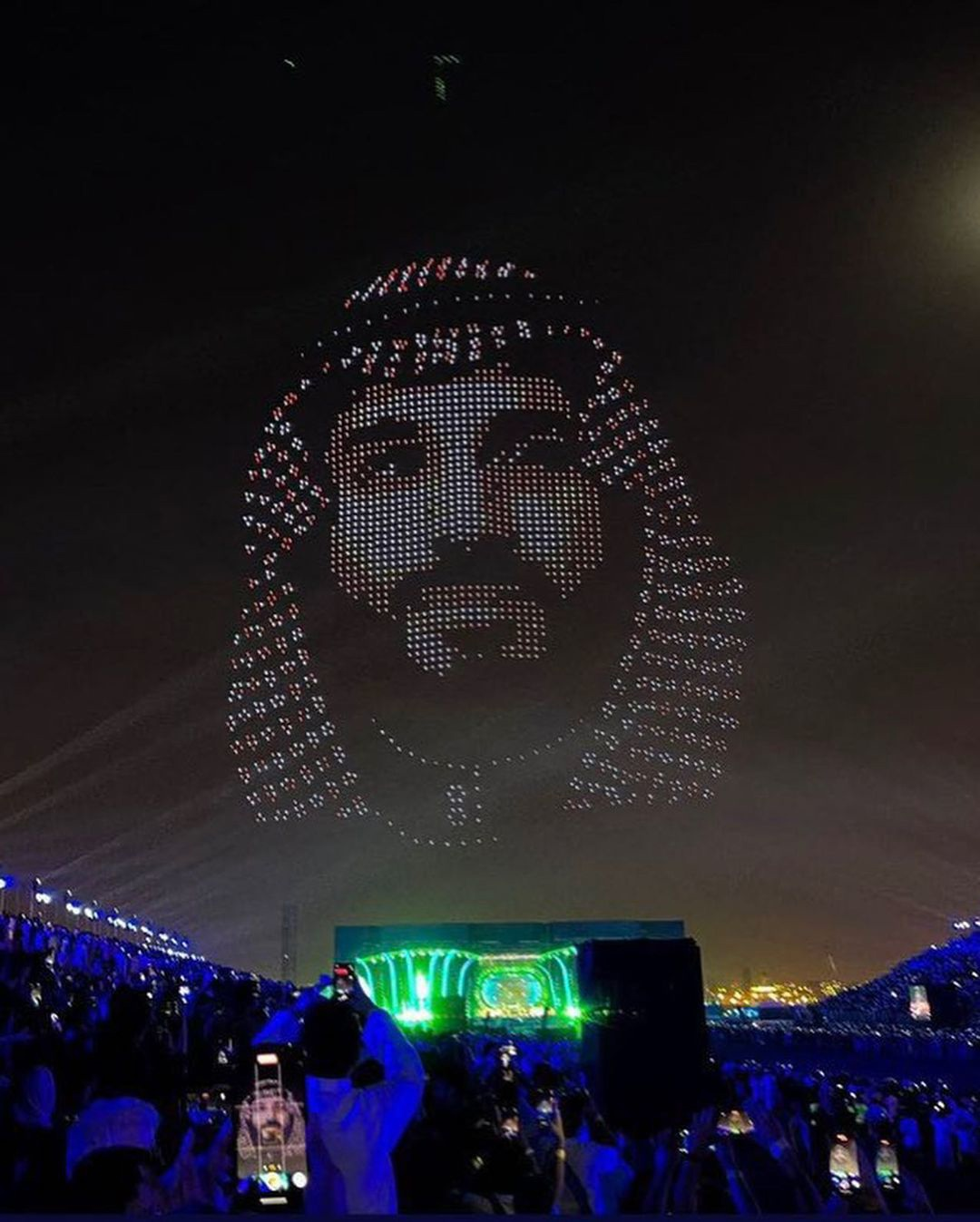
Портрет Мухаммеда бін Салмана Аль Сауда з 2100 дронів у виконанні Geoscan Group на церемонії відкриття Saud Riyadh Seasons 2021

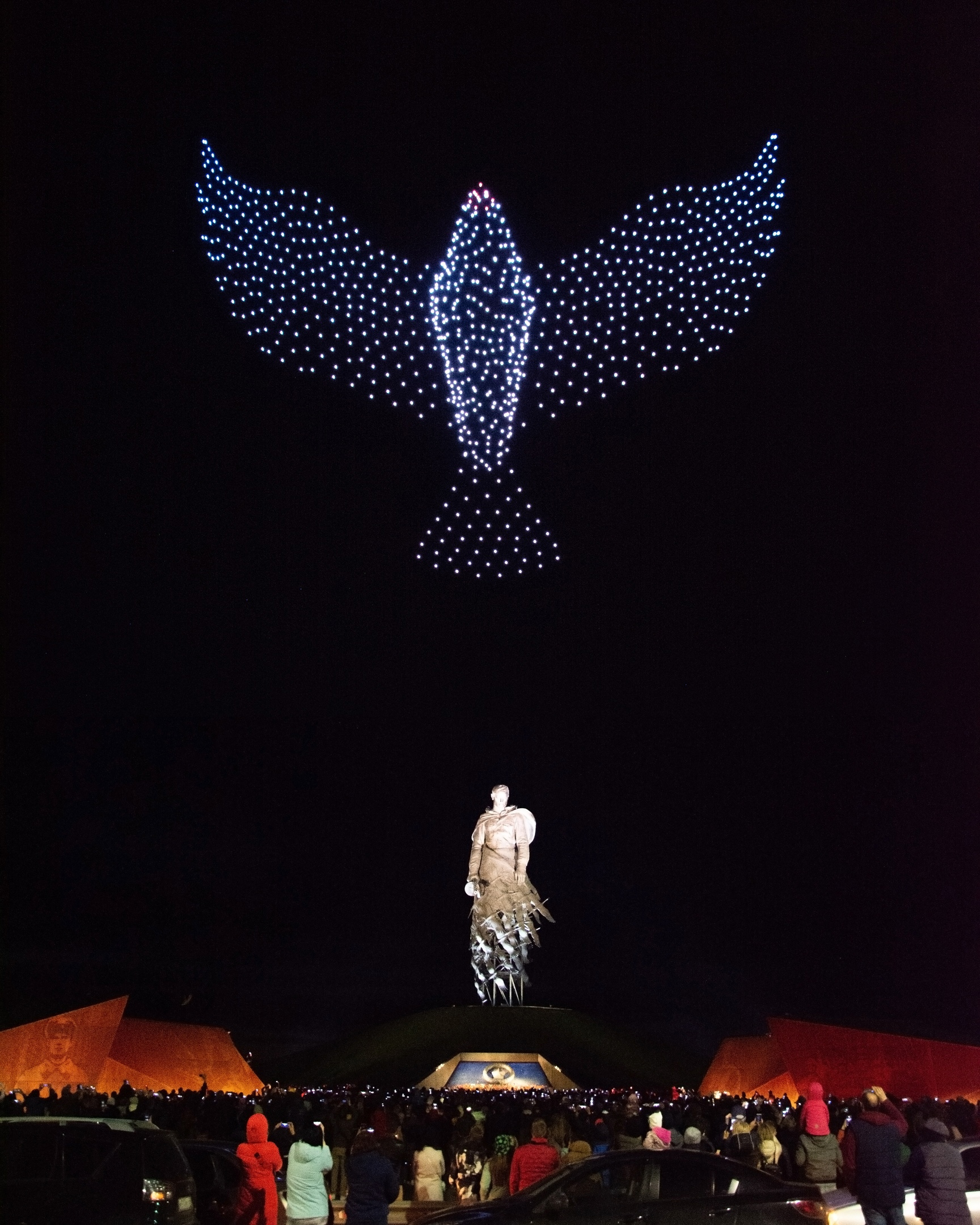
1000 безпілотників запустили, щоб віддати шану воїнам, полеглим у Ржевській битві